# Nederlandse Zeeboormaatschappij
De Nederlandse Zeeboormaatschappij of Sea Drilling Netherlands (Sedneth) was een joint-venture tussen de Nederlandse Aannemingsmaatschappij van Werken Buitengaats (Netherlands Offshore Company, NOC) en Southeastern Drilling Company (Sedco) die werd opgericht op 2 februari 1966. Het jaar daarvoor was in het West Sole-veld voor het eerst aardgas aangetroffen in de Noordzee, terwijl de grote Noordzee-olievelden nog niet ontdekt waren.
In 1967 werd het halfafzinkbare boorplatform Sedneth I in de vaart gebracht. Het jaar daarop volgde de jackup Sedneth II en in 1973 de halfafzinkbare Sedneth 701. In 1980 werd de jackup Sedneth Luanda gebouwd, in 1981 de Sedneth 5 en in 1982 de jackups Sedneth 201 en Sedneth 202.
De NOC bestond uit Bos en Kalis, Van Hattum en Blankevoort, Hollandsche betonmaatschappij (HBM), Hollandsche Aannemingsmaatschappij (HAM), Dirk Verstoep, Adriaan Volker en de Nederlandsche Betonmaatschappij (BATO). HBM fuseerde in 1968 met de Hollandse Constructie Groep tot de Hollandse Beton Groep (HBG). Boskalis fuseerde in 1970 met Dirk Verstoep. Van Hattum en Blankevoort ging in 1971 op in de Stevin Groep die in 1978 fuseerde met Adriaan Volker tot Koninklijke Volker Stevin. In 1981 verkocht deze het belang van 20% aan Boskalis (5%) en HBG (15%). In 1982 nam HBG de 25% over van Boskalis en verkreeg zo de helft van het bedrijf. In 1997 verkocht het dit aandeel aan partner Sedco-Forex dat daarmee het bedrijf geheel in handen kreeg. Sedco-Forex fuseerde in 1999 met Transocean.